# Batte il tamburo lentamente
(Henry Wiggen / Michael Moriarty)
Batte il tamburo lentamente (Bang the Drum Slowly) è un film drammatico del 1973 diretto da John D. Hancock.

## Trama
Bruce Pearson è un mediocre giocatore di baseball che scopre di essere affetto dal linfoma di Hodgkin. Inizialmente questo malore è noto solo al suo amico Wiggen, ma col passare del tempo lo viene a sapere anche l'intera squadra. Così quest'ultima si ritrova a essere molto più unita, per cercare di far trascorrere al meglio gli ultimi mesi di Bruce.

## Produzione
Il budget del film è stato di circa 1 milione di dollari.
De Niro per affrontare il ruolo si trasferì per un determinato periodo di tempo in un paesino nei pressi di Atlanta per studiare le tecniche di baseball e imparò a masticare tabacco nonostante il fastidio che questo gli provocava, in quanto era previsto dal copione del film.

### Riprese
Le scene di baseball sono state girate principalmente nello Shea Stadium e nello Yankee Stadium di New York durante gli ultimi giorni di maggio e i primi di giugno del 1972. Le poche scene nello Yankee Stadium sono state le migliori clip dello stadio prima della ristrutturazione avvenuta dal 1973 al 1976.

## Riconoscimenti
- 1974 - Premio Oscar
  - Nomination Miglior attore non protagonista a Vincent Gardenia
- 1974 - New York Film Critics Circle Awards
  - Miglior attore non protagonista a Robert De Niro

## Distribuzione
Il film, pubblicato dalla Paramount Pictures, è stato distribuito nelle sale americane a partire dal 26 agosto del 1973.